# Faema (equipo ciclista)
Faema fue un equipo ciclista de ruta que compitió entre 1955 a 1962. Tiene los orígenes con el antiguo equipo italiano Guerra dirigido por Learco Guerra. Dos años después, la formación pasa a tener licencia belga. A finales de 1961 parte de la estructura se unió al Wiel's-Flandria creando así el Flandria-Faema. El resto del equipo se mantuvo con el nombre de Faema pero ya con licencia española. Este proyecto solo duró un año, y en 1963 ya se había fusionado con el Flandria.
No debe confundirse con el posterior equipo también llamado Faema.

## Principales resultados
- Vuelta a Suiza: Rolf Graf (1956)
- París-Bruselas: Rik Van Looy (1956, 1958), Leon Van Daele (1957)
- Gante-Wevelgem: Rik Van Looy (1956 y 1957)
- Lieja-Bastogne-Lieja: Germain Derycke (1957), Rik Van Looy (1961)
- Milán-San Remo: Rik Van Looy (1958)
- París-Roubaix: Léon Van Daele (1958), Rik Van Looy (1961)
- Vuelta a Levante: Hilaire Couvreur (1958), Fernando Manzaneque (1960), Salvador Botella (1961)
- París-Tours: Gilbert Desmet (1958), Rik Van Looy (1959)
- Volta a Cataluña: Salvador Botella (1959)
- Giro de Lombardía: Rik Van Looy (1959)
- Tour de Flandes: Rik Van Looy (1959)
- Flecha Valona: Jos Hoevenaars (1959)
- París-Niza: Raymond Impanis (1960)
- Vuelta a Alemania: Friedhelm Fischerkeller (1961)
- Subida a Urkiola: Julio Jiménez (1962)
- Tour del Porvenir: Antonio Gómez del Moral (1962)

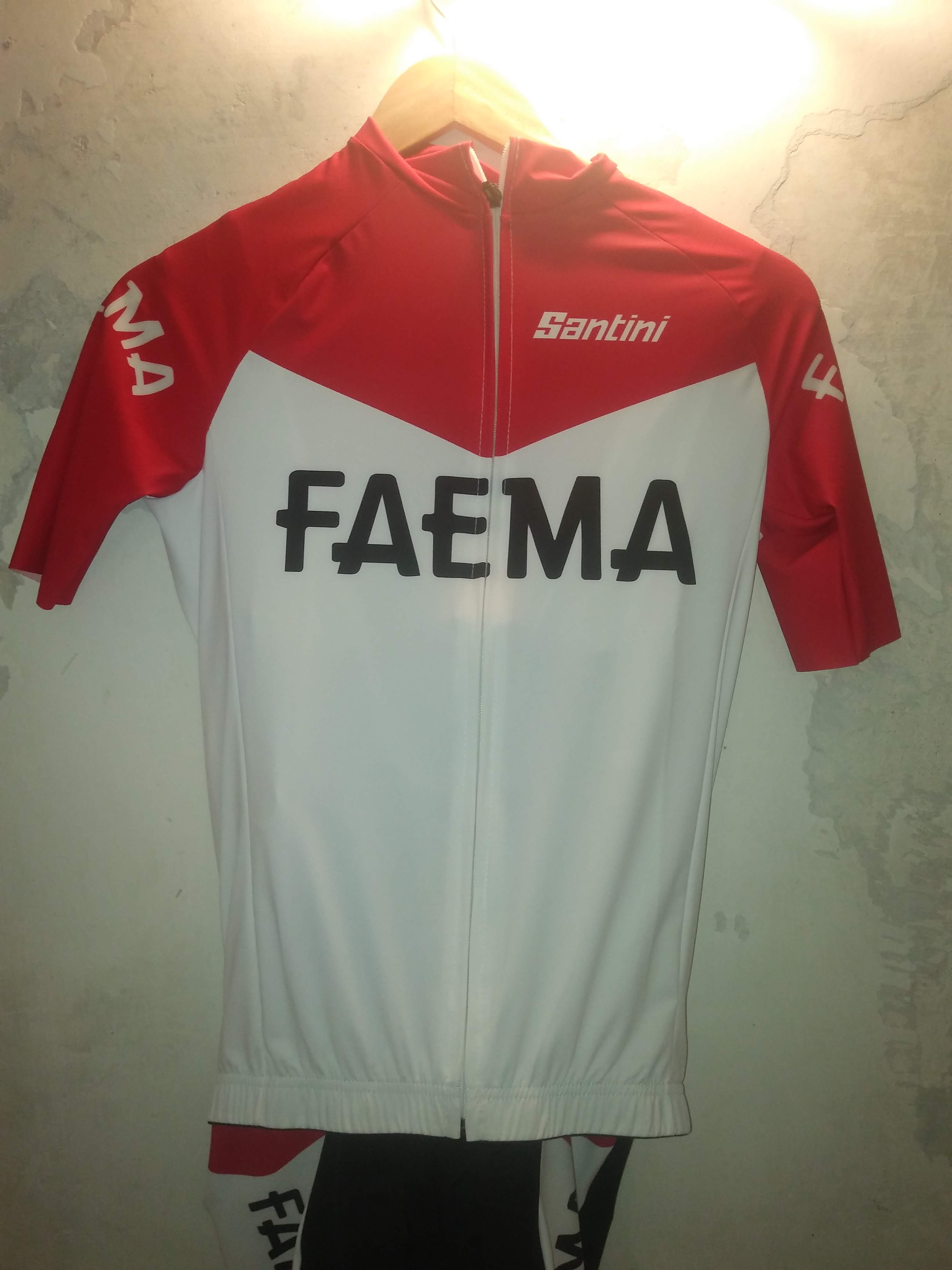
Maillot del equipo ciclista del Faema (1960)

### En las grandes vueltas
- Giro de Italia
  - 7 participaciones (1955, 1956, 1957, 1958, 1959, 1960, 1961)
  - 30 victorias de etapa:
    - 7 en 1956: Charly Gaul (3), Miguel Poblet (4)
    - 2 en 1957: Charly Gaul (2)
    - 4 en 1958: Salvador Botella, Federico Bahamontes, Silvano Ciampi, Charly Gaul
    - 4 en 1959: Rik Van Looy (4)
    - 4 en 1960: Rik Van Looy (3), Salvador Botella
    - 8 en 1961: Rik Van Looy (3), Willy Schroeders (2), Louis Proost, Antonio Suárez, Piet van Est

  - 1 clasificación final:
    - Charly Gaul: 1956

  - 3 clasificaciones secundarias:
    - Gran Premio de la montaña: Charly Gaul (1956), Rik Van Looy (1960)
    - Clasificación por equipos: (1961)

- Tour de Francia
  - 4 Participaciones con Faema Guerra en Tour de Francia 1959: Jos Hoevenaers, Jesús Galdeano Portillo, Aniceto Utset, Juan Campillo García

- Vuelta a España
  - 4 participaciones (1959, 1960, 1961, 1962)[1]
  - 14 victorias de etapa:
    - 5 en 1959: Rik Van Looy (4), Gabriel Mas
    - 4 en 1960: Salvador Botella, Jesús Galdeano, Federico Bahamontes, Antonio Suárez
    - 4 en 1961: Jesús Galdeano, Angelino Soler, Antonio Suárez, Francisco Moreno
    - 1 en 1962: Antonio Gómez de Moral

  - 1 clasificación finales:
    - Angelino Soler: (1961)

  - 3 clasificaciones secundarias:
    - Clasificación por puntos: Rik Van Looy (1959), Antonio Suárez (1961)
    - Clasificación por equipos (1961)